# 併發型模式
在软件工程中，并发型模式是用来处理多线程编程范式的一类设计模式。

## 举例
- 主动对象（英语：Active object）[1][2]
- 阻止模式（英语：Balking pattern）
- 双重检查锁定模式
- Guarded suspension
- Leaders/followers pattern
- 监视对象
- 读写锁模式
- 调度者模式
- 线程池
- 线程本地存储
- 反应堆模式

## 外部連結
Software Engineering Radio 中關於併發型模式的資料：
- Episode 12: Concurrency Pt. 1 （页面存档备份，存于）
- Episode 19: Concurrency Pt. 2 （页面存档备份，存于）
- Episode 29: Concurrency Pt. 3